# Hästasjö (Annerstads socken, Småland)
Hästasjö är en sjö i Ljungby kommun i Småland och ingår i Lagans huvudavrinningsområde. Hästasjö ligger i Hästasjömyren Natura 2000-område.